# Visual kei
Visual kei (ヴィジュアル系, Vijuaru kei, lit. "estilo visual"), abreviado para V-kei (V系) é um movimento musical japonês que destaca a estética e expressão artística. Caracteriza-se por vestimentas elaboradas, extravagantes e frequentemente uma aparência andrógina. A definição de visual kei pode variar, ora sendo descrito como gênero musical, ora como cena ou estilo. No entanto, os artistas tocam variados gêneros musicais, geralmente relacionados ao rock e metal, fazendo suas apresentações e obras com a imagem típica do visual kei. Seu nome é derivado do slogan da banda X Japan, "Psychedelic Violence Crime of Visual Shock".
O movimento surgiu no final dos anos 1980 com a formação de bandas pioneiras como X Japan, Dead End, D'erlanger e Buck-Tick, porém ganhou seu nome oficial quando atingiu o auge na década seguinte. No ápice, artistas como Luna Sea, Kuroyume e L'Arc~en~Ciel conquistaram sucesso nacional e venderam milhões de discos. Malice Mizer, Shazna, Fanatic Crisis e La'cryma Christi foram intitulados "os quatro reis celestiais do visual kei dos anos 90" pelo programa de televisão japonês Break Out.
Posteriormente, grupos formados nos anos 2000 passaram a ser chamados por alguns críticos de "neo visual kei" devido às suas disparidades com a cena original. Foi quando o movimento ficou conhecido fora da Ásia, levando por exemplo bandas como The Gazette, Versailles e Mucc expandirem suas turnês para outros continentes. Algumas bandas formadas na década de 2010 iniciaram suas expansões internacionais por volta da década de 2020, como Jiluka, Acme e Deviloof. Outros artistas notáveis incluem Dir en grey e Miyavi, que desempenharam um papel significativo na popularização do estilo no Ocidente, e artistas que ficaram populares através de canções temas de animes como Sid e Nightmare.

## Etimologia
O "visual kei", que literalmente significa estilo visual ou linhagem visual, foi nomeado como tal alguns anos depois do surgimento da cena, e foi baseado em um dos slogans da banda pioneira X Japan, "Psychedelic Violence Crime of Visual Shock" (em português: Crime de Violência Psicodélica do Choque Visual), estampado na capa de seu segundo álbum Blue Blood (1989). Seiichi Hoshiko, o editor fundador da revista Shoxx, criada em 1990 como a primeira dedicada ao visual kei, é creditado como o inventor do termo, que apareceu pela primeira vez em uma edição de 1991 da revista. Seiichi explicou em uma entrevista de 2018 para a JRock News que 'visual kei' foi tecnicamente cunhado, ou pelo menos inspirado pelo guitarrista do X Japan, Hide. Hoshiko também disse que na época eles eram chamados de 'Okeshou Kei' (お化粧系, Okeshō Kei, lit. 'Grupo de Maquiagem'), porém, "parecia... muito banal... mesmo que o X Japan fosse uma banda enorme e as pessoas usassem o termo 'Okeshou kei' para descrevê-los, ele ainda carecia de substância, não gostei dele de jeito nenhum! Por isso, tentei avisar todos os escritores a não usarem esse termo, pois 'eles não são okeshou kei, eles são visual-shock kei'. A partir daí, foi de 'Visual-shock kei' para 'Visual-kei' e 'V-kei', afirma Seiichi. "Depois de espalharmos a palavra, os fãs naturalmente abreviaram para 'V-kei'. Os japoneses adoram abreviar tudo, na verdade."

### Ban gya
"Ban gyaru" (バンギャル) ou "ban gya" (バンギ) é o nome dado a garotas jovens que são entusiastas de visual kei. Também pode ser usado para apelidar todos os admiradores de visual kei em geral, caso contrário, mulheres mais velhas são chamadas de "obangya" (オバンギャ) e garotos são chamados de "bangyaruo" (バンギャル男) ou "gyaruo" (ギャ男). Tetsushi Ichikawa ressalta que atualmente é um termo usado somente para admiradores de visual kei, porém, nos anos 90, servia para qualquer fã japonês(esa) de bandas de rock.

## História

### 1980–1990: Origens e ascensão
O visual kei, embora ainda não nomeado como tal, surgiu na cena underground japonesa da década de 1980, precursionado por bandas como X Japan, Dead End, Buck-Tick, D'erlanger, Color e Aion. Semelhanças entre a aparência e o comportamento dos fundadores do visual kei e membros da subcultura delinquente japonesa yankī são frequentemente observadas. O movimento criou uma nova forma para o rock japonês influenciada pelo hard rock, rock gótico, punk rock, glam rock/metal e seus artistas ocidentais como David Bowie, Kiss, Twisted Sister, Mötley Crüe, bem como atos nacionais como Boøwy, The Stalin The Willard e Gastunk. Boøwy é creditada pelo band boom (formação em massa de grupos musicais) dos anos no 90 Japão e seu guitarrista Hotei sugeriu que eles poderiam ter sido a primeira banda visual kei da história. Da mesma forma, foi notado como a estética de Gastunk foi coincidia com o visual kei.
Em The George Mason Review, Megan Pfeifle dividiu a cena em duas gerações, a primeira dividida em três eras de transição e durando mais de uma década. No final dos anos 1980 e início dos anos 1990, este movimento underground se estabeleceu mais firmemente e a popularidade dele começou a crescer em todo Japão, quando as vendas de álbuns dessas bandas começaram a atingir números recordes.
A primeira banda que alcançou notável sucesso com suas gravações foi o Dead End, cujo álbum independente Dead Line (1986) vendeu mais de 20.000 cópias. O álbum de estreia em grande gravadora (ou seja, major) Ghost of Romance (1987), lançado pela Victor Entertainment, alcançou a 14ª posição na parada de álbuns da Oricon. Este álbum e o subsequente Shámbara chegaram a ser lançados nos Estados Unidos pelo selo Metal Blade Records. Em 1987, o grupo Yokosuka Saver Tiger se separou e o fundador Hide entrou para o X Japan enquanto o vocalista Kyo entrou para o D'erlanger. Kamaitachi lançou o álbum Itachigokko em 1989, que alcançou a primeira posição na parada de álbuns independentes da Oricon. Em 1990, o segundo álbum de D'erlanger, Basilisk, alcançou o 5º lugar na parada principal. Também foi quando uma das revistas de cobertura visual kei mais importantes, Shoxx, foi fundada. No entanto, Dead End e D'erlanger encerraram as atividades neste ano e Kamaitachi o fez um ano depois.

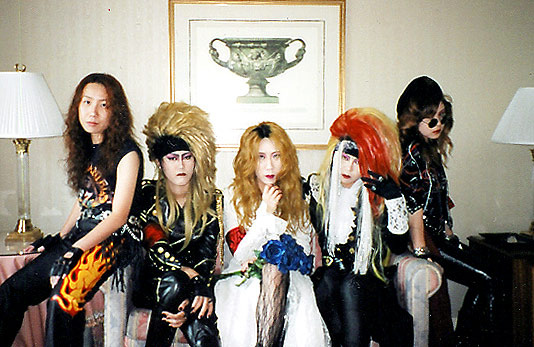
Fãs vestindo cosplay do X Japan na era clássica.

Entre 1988 e 1989, Buck-Tick (que fez sua estreia major em 1986) e X Japan começaram a ganhar sucesso mainstream que persiste até hoje. O segundo single de Buck-Tick "Just One More Kiss" entrou em 6º lugar na Oricon e ganhou o prêmio de Novo Artista no Japan Record Awards. Seguidamente, os álbuns de estúdio Taboo (1989) e Aku no Hana (1990) ficaram em 1º lugar, enquanto eles foram a primeira banda japonesa de rock a fazer um concerto no Tokyo Dome. Quase todos os seus álbuns subsequentes alcançaram o top dez nas paradas e eles estão ativos até hoje. O primeiro álbum do X Japan, Vanishing Vision, independente, alcançou a 19ª posição em 1988, tornando-os a primeira banda indie a aparecer na parada de álbuns major da Oricon. Seu segundo álbum e estreia major Blue Blood (1989) alcançou a sexta posição e desde então vendeu mais de 712 mil cópias. Blue Blood é amplamente creditado como mais influente álbum de visual kei. O terceiro e mais vendido álbum Jealousy foi lançado em 1991, liderou as paradas e vendeu mais de 1 milhão de cópias. Eles então lançaram mais dois álbuns de estúdio, ambos número um, Art of Life (1993) e Dahlia (1996) e se separaram. Em 1992, o X Japan tentou entrar no mercado americano, chegando a assinar com a Atlantic Records para lançar um álbum nos Estados Unidos, mas isso não aconteceu.
Duas gravadoras fundadas em 1986, Extasy Records (em Tóquio) e Free-Will (em Osaka), foram fundamentais na promoção da cena visual kei. A Extasy foi criada pelo baterista e líder do X Japan, Yoshiki, e assinou bandas, não limitadas ao visual kei, que viriam a deixar sua marca na cena musical japonesa, como Zi:Kill e Gilles de Rais. Luna Sea e Glay, que venderam milhões de discos posteriormente, foram descobertos pela Extasy e tiveram seus primeiros álbuns lançados por ela em 1991 e 1994, respectivamente. Já a Free-Will foi fundada pelo vocalista e líder do Color, Dynamite Tommy, e embora na época não fosse tão popular quanto a Extasy, produziu artistas de sucesso moderado como By-Sexual e Kamaitachi. Futuramente, suas subdivisões produziram grandes atos como Dir en grey.

### 1991–2000: Auge e declínio

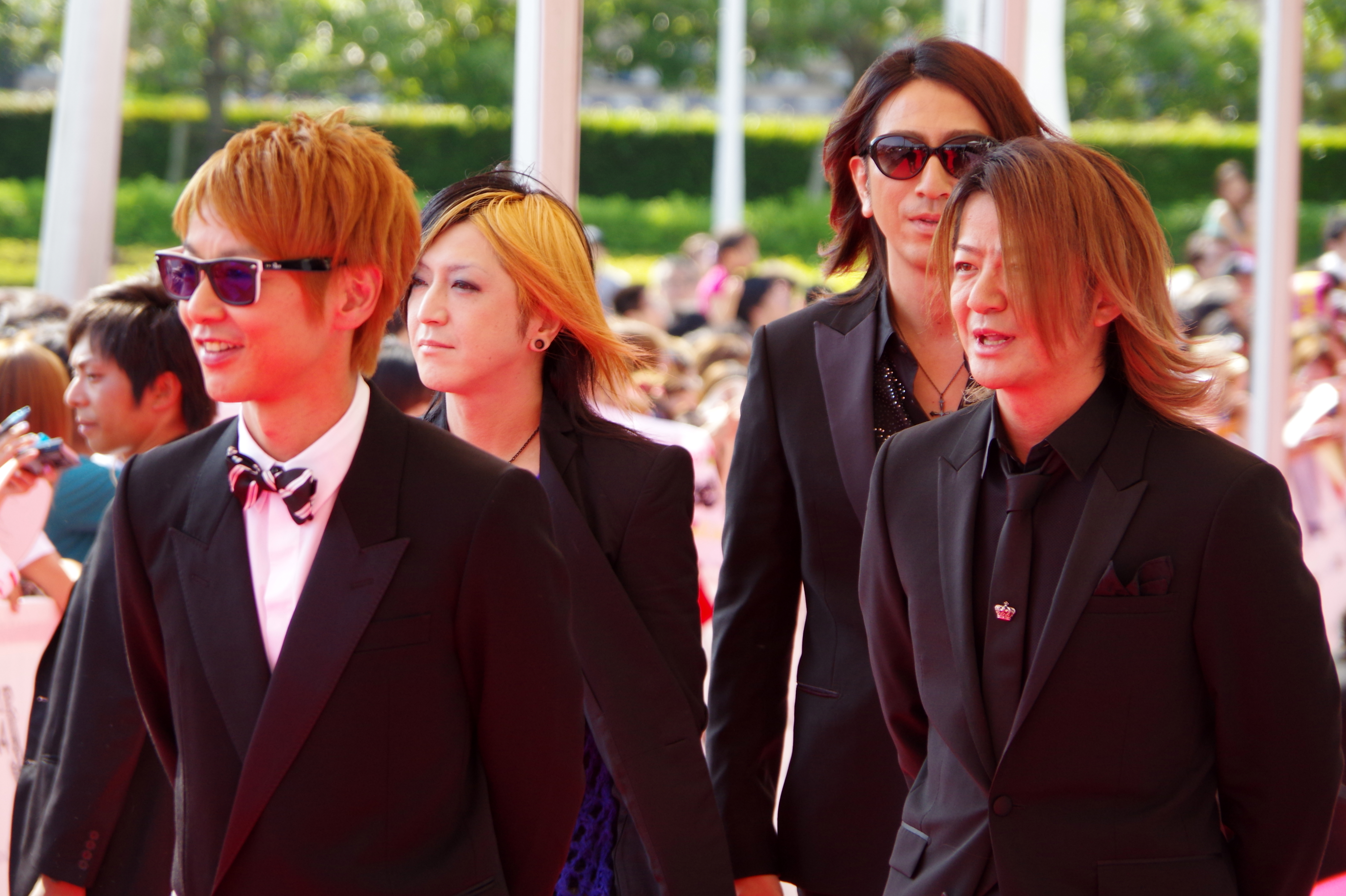
Originalmente uma banda visual kei, Glay se tornou um dos artistas que mais venderam no Japão.

Por volta do início dos anos 1990, uma cena visual kei que dava mais ênfase a música e era semelhante ao rock gótico surgiu na região de Nagoya, e como tal foi mais tarde apelidada de Nagoya kei. Silver~Rose e Kuroyume foram considerados os pioneiros e com Laputa são creditados como os criadores do estilo Nagoya kei inicial. Durante a década de 1990, diversos outros subgêneros conceituais começaram a surgir.
Pfeifle descreveu que segunda era de transição começou em 1993 com bandas como L'Arc-en-Ciel, Glay (embora formado em 1988, seu primeiro álbum foi lançado em 1994) e Malice Mizer. Eles ganharam a consciência do mainstream, cujo grande sucesso posterior de Glay e L'Arc~en~Ciel foi acompanhado por uma mudança drástica em sua aparência, assim, muitas vezes eles não são mais associados ao visual kei. Um filme conceitual estrelando Hide e Tusk do Zi:Kill foi lançado em 1993, intitulado Seth et Holth. A partir de 1995, as bandas do movimento experimentaram um sucesso estrondoso no público japonês em geral, como por exemplo quando Luna Sea e Kuroyume alcançaram o topo da Oricon pela primeira vez com Style e Feminism respectivamente. Este sucesso estrondoso do visual kei durou mais quatro anos.

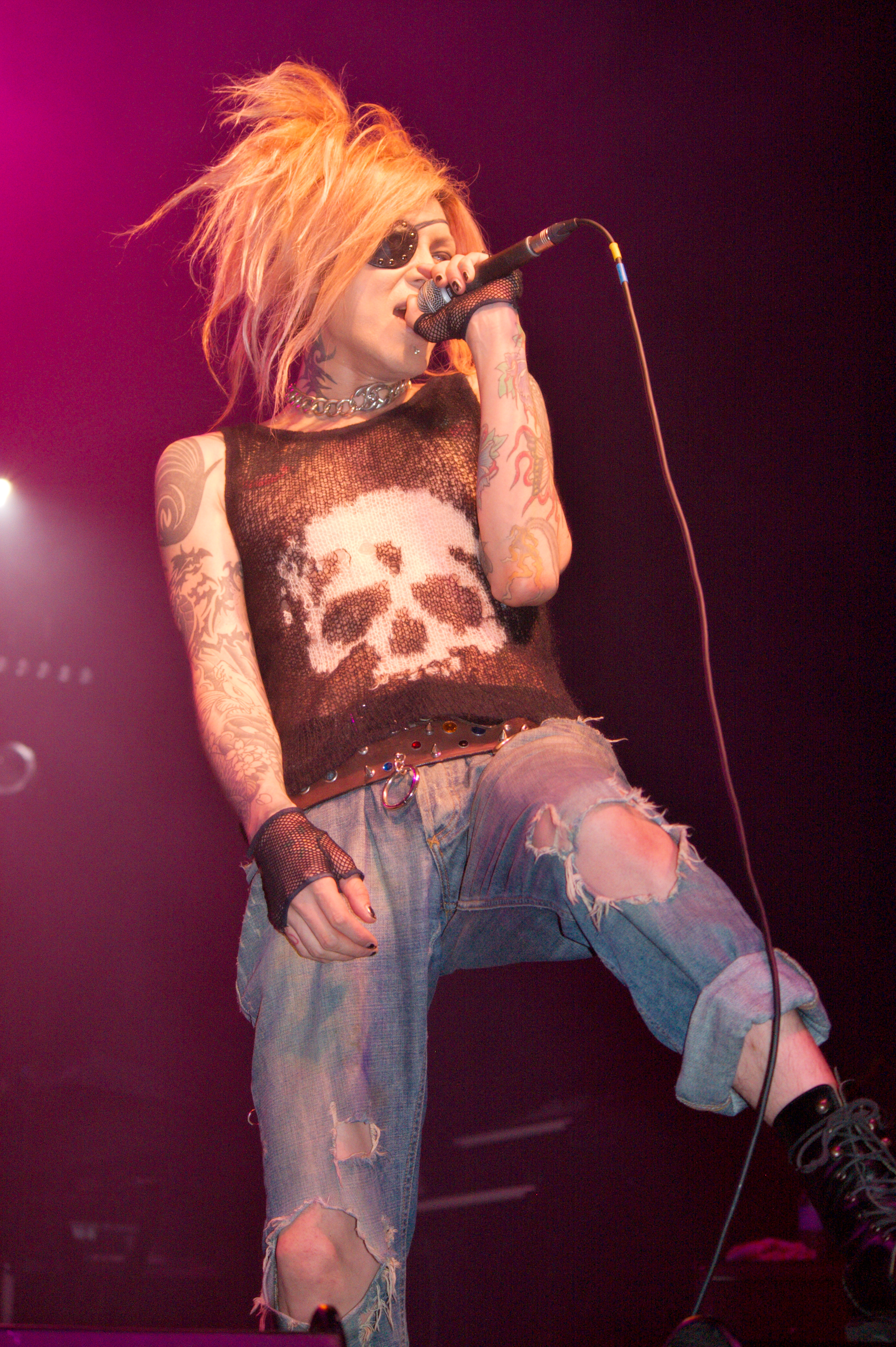
Hakuei, vocalista do Penicillin, em 2008. É uma das bandas que não fizeram pausas em sua carreira desde 1992.

De acordo com Pfeifle, a terceira era de transição começou em meados de 1997 com bandas como La'cryma Christi, Penicillin e Rouage. Na época, os considerados "quatro reis celestiais do visual kei" eram Malice Mizer, La'cryma Christi, Shazna e Fanatic Crisis. Este título foi criado pelo programa de televisão Break Out. Pokkun (Kuniaki Suzuki, ex editor-chefe da Shoxx) comentou que a cultura rebelde inicial do visual kei tornou-se cultura de idolatria com o sucesso mainstream e que certamente foi Shazna que dominou esta segunda linha. La'cryma Christi foi creditada por trazer o rock progressivo á cena e Fanatic Crisis chamou atenção pelos designs de moda pop. Malice Mizer impressionou por apresentar temática da Europa clássica e se tornou uma das bandas visual kei mais influentes fora do Japão.
1998 foi o ano que as vendas de CDs musicais atingiram seu pico no Japão. Foram lançados álbuns como Merveilles, Gold Sun and Silver Moon e Ultimate Velocity que se tornaram os mais bem sucedidos de suas respectivas bandas. Enquanto isso, Pierrot fazia sua estreia em uma grande gravadora (estreia major) e no ano seguinte, três singles de Dir en grey foram produzidos por Yoshiki. Eles foram chamados de "os dois gigantes" da cena neste momento e eram considerados rivais. A maioria das bandas desta era mencionadas venderam pelo menos mais de 100 mil cópias em um disco. Consequentemente, canções de artistas visual kei figuraram em dramas, programas de televisão, animes, comerciais e eventos esportivos.
No final da década de 1990, a popularidade do visual kei começou a declinar; Luna Sea esteve em hiato durante o ano de 1997 antes de se separar em 2000, no mesmo ano que Shazna, X Japan se separou no final de 1997 e um ano depois, o guitarrista Hide faleceu. Hide havia formado a banda baseada nos Estados Unidos Zilch em 1996, com o objetivo de expandir a cena para o exterior, porém ele morreu em 2 de maio de 1998 antes mesmo do álbum de estreia 3.2.1 ser lançado. A morte de Hide causou impacto na sociedade japonesa e Steve McClure, da Billboard, disse que "até certo ponto, a morte de hide significa o fim de uma era, X foi a primeira geração de bandas de visual kei, mas a novidade passou. Para a próxima geração de bandas, é como: é isso, a tocha foi passada para nós". Dez anos depois, foi realizado o evento hide memorial summit onde uma grande quantidade de artistas participaram em homenagem, como Phantasmagoria, Rize e T.M.Revolution. Em 1999, Kuroyume se desfez e Kiyoharu imediatamente formou a banda Sads. O baterista do Malice Mizer, Kami, faleceu, logo após a saída do cantor Gackt, (que com uma aparência menos atenuada do que antes se tornou um dos mais populares artistas solo de visual kei) e o grupo entrou em hiato indefinido em 2001. Além disso, o L'Arc-en-Ciel se distanciou publicamente do movimento (embora, em 2012, tenham sido parcialmente promovidos internacionalmente como uma banda de visual kei). Como outras bandas não conseguiram atender às expectativas financeiras, a maioria das grandes empresas desistiu do movimento e o visual kei voltou a ser um estilo underground, muitas vezes associado à geração rebelde em desconforme à "sociedade adequada".

### 2001–2007: Expansão internacional e segunda geração

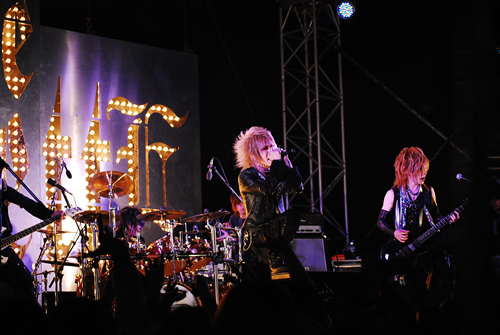
The Gazette é considerada uma das maiores bandas da segunda geração.

Uma segunda geração surgiu em pequenas casas de shows específicas para artistas visual kei, gerenciadas por gravadoras como PS Company (da Free-Will) e Maverick (da Danger Crue). Apesar de algumas bandas populares como The Gazette e SID terem tocado no estádio Tokyo Dome a maioria dos atos toca em locais dedicados muito menores como Shibuya O-East. Da mesma forma, certas bandas conseguem contrato com grandes gravadoras, porém a maioria é independente ou está em uma gravadora indie. Grupos formados após meados de 2004 tem sido descritos por alguns meios de comunicação como "Neo-Visual Kei" (ネオ・ヴィジュアル系). A diferença entre a primeira e a segunda geração é que a segunda tem um estilo musical mais variante, indo do metal ao hip hop e ao pop, mas ainda focado em gêneros de rock pesado; o visual e a ambiguidade de gênero são de importância central. Embora não muito significativa economicamente no mercado musical japonês, tornou-se um dos primeiros gêneros musicais japoneses a escalar seu sucesso para fora do país e da Ásia.
O primeiro show internacional de um artista visual kei registrado foi realizado em Taiwan, pelo Luna Sea, em 1999. Em seguida, Kagrra, Kagerou e outros também iniciaram seus movimentos internacionais, porém concentrados na região da Ásia. Foi em 2002, cerca de um ano depois que o visual kei começou a crescer nos Estados Unidos, que aconteceu a primeira apresentação fora do continente asiático, com DuelJewel se apresentando na convenção A-Kon no Texas e fazendo uma turnê americana no ano seguinte. Já em 2004, o visual kei estreou na Europa e várias bandas se apresentaram no continente naquele ano, como a pioneira Blood. Até o ano seguinte, Mucc, Moi dix Mois e D'espairsRay haviam tocado no Wacken Open Air. Nestes primeiros cinco anos, o Dir en grey foi especialmente notável por ter sido bem recebido em vários países, e os videoclipes de "Saku" e "Dozing Green" foram eleitos os melhores do ano no programa Headbanger's Ball da MTV.

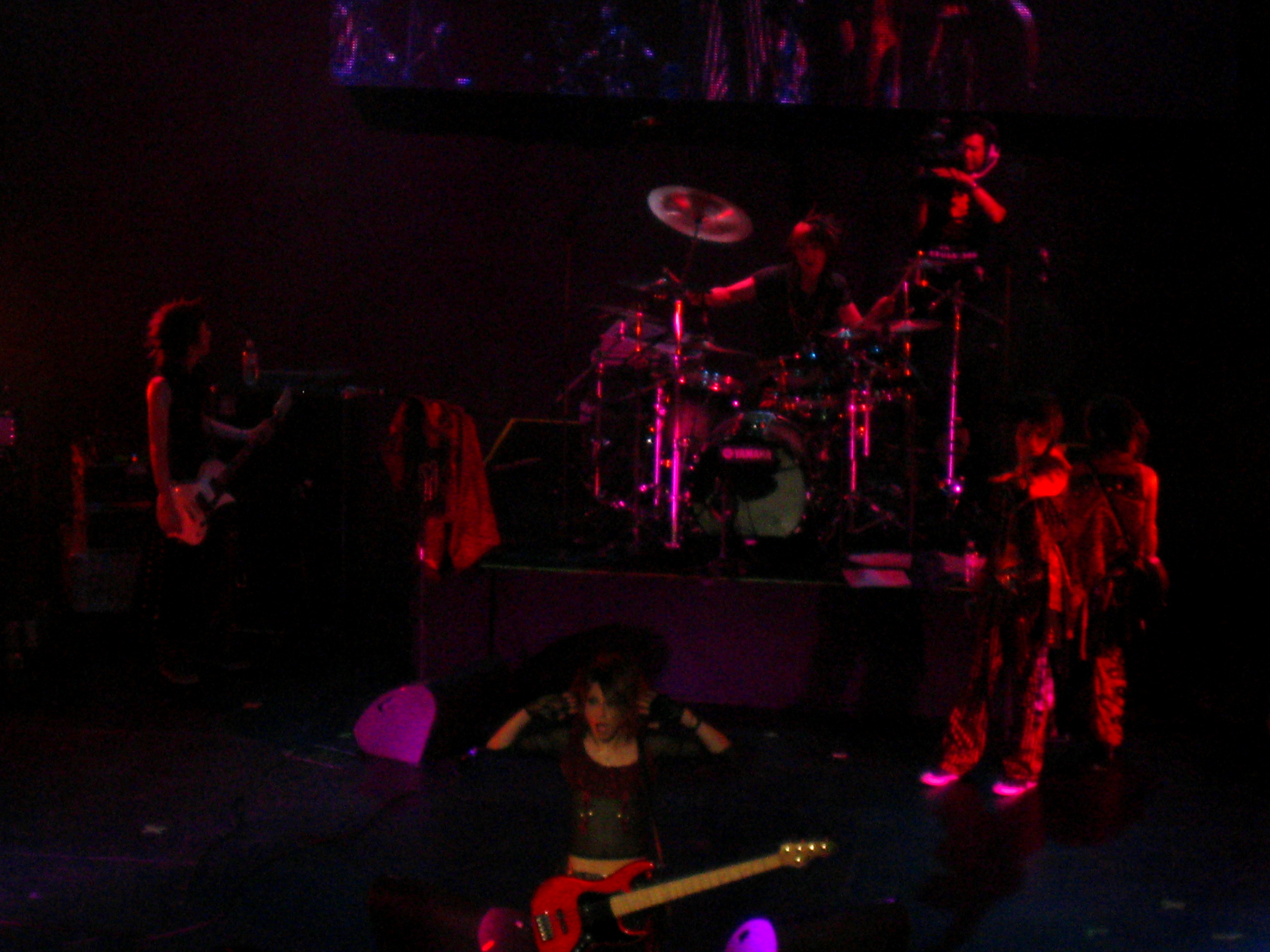
Alice Nine no festival Jrock Revolution em 2007.

Artistas da segunda geração que foram bem sucedidos no Japão e no exterior incluem The Gazette, Nightmare, considerados "os dois gigantes" da segunda geração pela Real Sound, Miyavi (que foi guitarrista do Dué le quartz), Sid, Alice Nine, Mucc, entre outros. Enquanto isso, veteranos da cena também estabeleciam novos atos após o fim de seus originais, por exemplo, Kamijo do Lareine formou a Versailles (que também se tornou um dos atos mais bem sucedidos da segunda geração) três membros do Pierrot formaram a banda Angelo e Mana fundou a Moi dix Mois. Golden Bomber, formada em 2004, se tornou popular por ser uma air band de comédia. A partir desta geração, surgiu o subgênero "osare kei" (オサレ系).
O evento Jrock Revolution foi produzido por Yoshiki e realizado em Los Angeles em 2007, contando com bandas como Alice Nine, Girugamesh e Merry. Em 2009, o V-Rock Festival no Makuhari Messe, foi relatado como o "maior festival de música Visual Kei do mundo", reunindo mais de 50 artistas chamados de "visuais", incluindo alguns artistas ocidentais como Marilyn Manson. Um segundo V-Rock Festival foi realizado em 2011 no Saitama Super Arena.

### 2007–presente: Reuniões e terceira geração

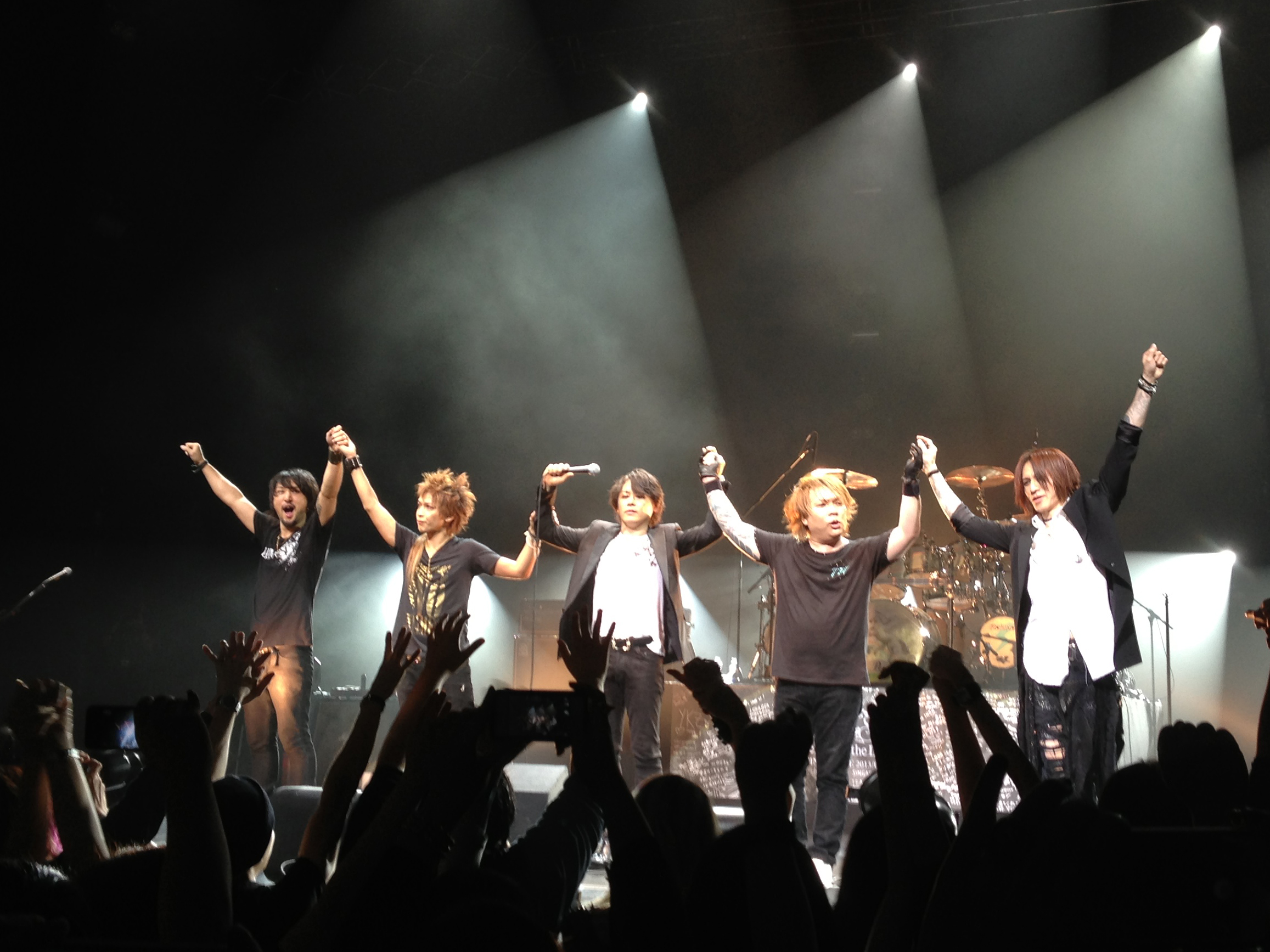
Luna Sea em Singapura, após se reunirem em 2010.

Em 2007, o visual kei original começou a ser revivido quando Luna Sea realizou uma performance única e X Japan e D'erlanger se reuniram oficialmente. Dead End se reuniu em 2009 e no ano seguinte, Kiyoharu anunciou as reformas de Kuroyume e Sads e Luna Sea recomeçou oficialmente. Algumas bandas optaram somente por reuniões ocasionais: La'cryma Christi fez uma turnê de aniversário em 2010 e Pierrot se reuniu para dois shows em 2014 antes de se apresentar com o Dir en grey em 2017.
Como epílogo de seu 25º aniversário, Luna Sea organizou o festival Lunatic Fest em 27 e 28 de junho de 2015, com uma estimativa de 60.000 fãs presentes. Realizado no Makuhari Messe, contou com três palcos e 12 artistas, a maioria artistas visual kei, incluindo X Japan, Dead End, Dir en grey, Siam Shade e Tokyo Yankees na primeira noite e Aion, Buck-Tick, D'erlanger, Glay e Mucc na segunda. Em 2016, um festival de três dias intitulado Visual Japan Summit foi realizado no Makuhari Messe entre 14 e 16 de outubro de 2016. Alguns dos artistas participantes foram Golden Bomber, Matenrou Opera e cali≠gari. A revista Cure também sediou um festival visual kei neste ano, com bandas como Mejibray, Diaura, Royz, Codomo Dragon e até mesmo grupos de fora do Japão. Luna Sea sediou outro Lunatic Fest em 2018 no Makuhari Messe, nos dias 23 e 24 de junho.
Um documentário sobre o X Japan, intitulado We Are X e produzido por Stephen Kijak foi lançado em 23 de janeiro de 2016. Uma série de álbuns Crush!, apresentando covers de artistas visual kei dos anos 1990 por bandas mais recentes do movimento foi lançada na década de 2010.

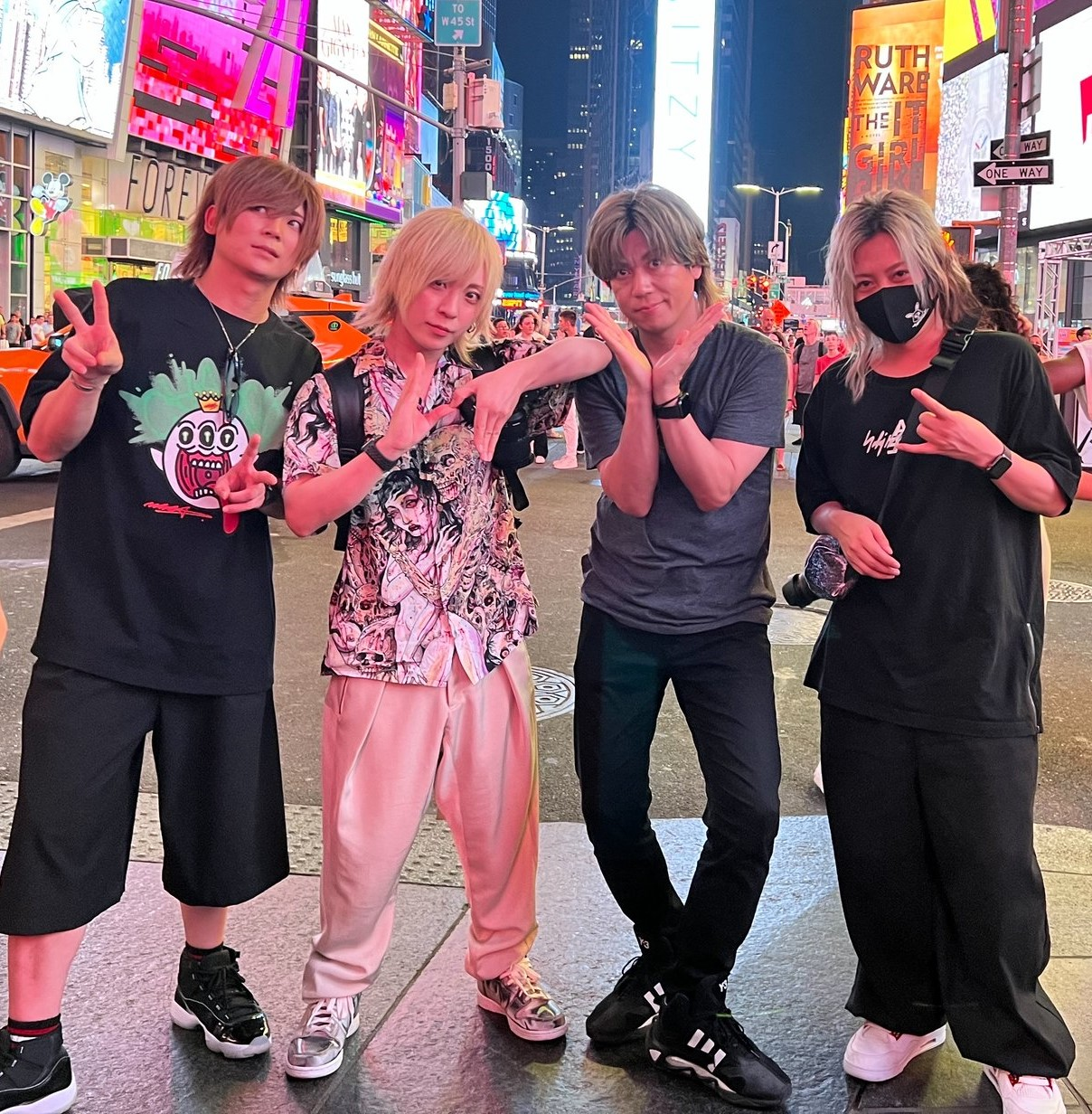
ACME (imagem) foi notada como uma das bandas que melhor contornou os impactos da pandemia.

Em 2021, a jornalista Chiaki Fujitani notou como os novos atos estavam combinando visual kei com outros elementos para criar originalidade. Ela citou o vocalista fisiculturista do Nocturnal Bloodlust, Hiro, por desafiar a habitual aparência delicada dos músicos, 0.1g no Gosan (0.1gの誤算) por fazer jogos com os fãs como fazem os ídolos underground e o ex-baterista do D'espairsRay, Tsukasa Mogamigawa, por ser o primeiro cantor de visual kei enka. O portal de notícias Real Sound considerou que Dezert e Arlequin tem potencial para serem "os dois gigantes" da terceira geração. Além destas, bandas populares formadas na terceira geração incluem Deviloof, Jiluka, Xaa-Xaa, ACME, Kizu, Dadaroma, Razor, Kiryu, entre outras. As quatro primeiras iniciaram sua expansão internacional no início da década de 2020, anunciando turnês mundiais e shows em festivais internacionais. Moi dix Mois, Versailles, D e Matenrou Opera se uniram para a turnê Japanese Visual Metal de quatro datas no final de 2023 e lançaram um single colaborativo.
Devido ao surto de COVID-19 no Japão, em 26 de fevereiro de 2020 o governo do Japão exigiu o cancelamento de todos os shows e eventos culturais no país, levando diversas bandas a terem suas apresentações canceladas até mesmo com horas de antecedência. Para contornar a pandemia, uma das principais medidas tomadas pelos artistas foi realizar shows sem público presencional transmitidos online, pagos ou não, utilizando plataformas como TwitCasting, Zaiko, YouTube e Fanicon. Essa prática beneficiou e até mesmo expandiu o público internacional. Com a suavização das medidas restritivas em 2021, estes shows se tornaram híbridos; fãs poderiam escolher entre comparecer ao show presencial ou online. À depender da casa de shows, restrições foram aplicadas, entre elas, fãs deveriam permanecer sentados, utilizando máscara, não poderiam gritar, pular ou falar, algo que impactava a experiência completa de um show visual kei. Mesmo após a suavização da pandemia, os shows em formato de livestream se tornaram parte da cultura visual kei desde então.
Em 2020, Yuji Adachi, guitarrista do Dead End, faleceu. Dois anos depois, o também guitarrista Koji, do La'cryma Christi, morreu. Em 2023, ocorreram as mortes de Aki de Laputa, Atsushi Sakurai do Buck-Tick e Heath do X Japan. Em 2024, faleceu Reita do The Gazette.

## Estilo musical e temático

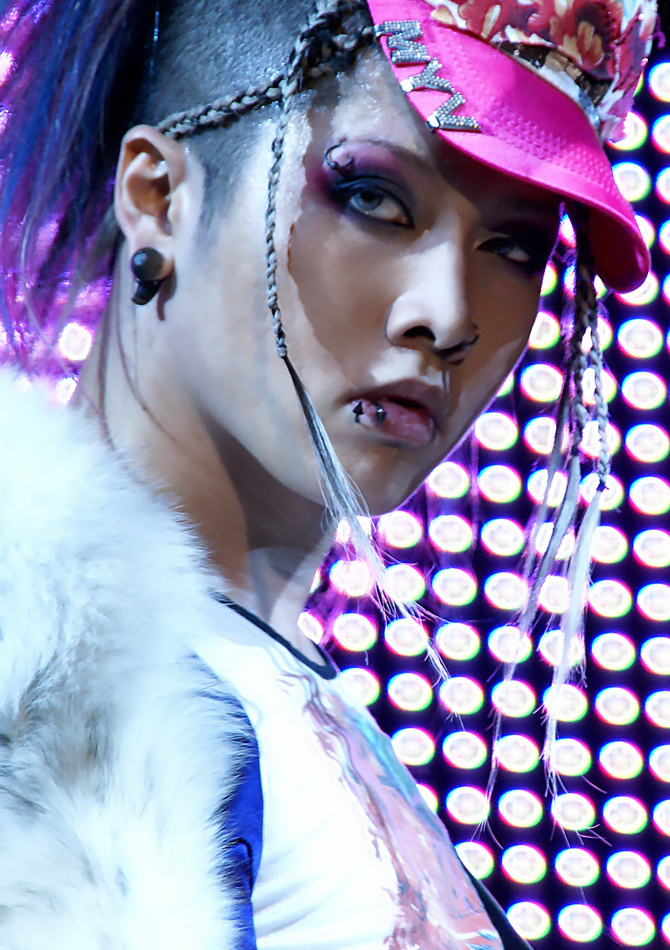
Miyavi (imagem) explicou que seu estilo, aparência e performance são mais do que apenas música, e sim sua vida.

Comparável a um dos estilos que mais influenciaram o visual kei, o glam rock, existe um debate no que concerne à classificação do visual kei enquanto gênero musical próprio ou não. Fontes têm se referido ao visual kei de diversas maneiras; como um movimento, cena, subcultura, e gênero musical. Os que não o consideram gênero musical, como os próprios artistas Yoshiki, Miya, Kirito e Miyavi, por exemplo, afirmam que não se trata apenas da música e que a imagem e estilo, liberdade de expressão, diferenciação de seus pares e participação na subcultura é o que descreve o uso do termo. Koji Dejima, da revista Bounce, escreveu que o visual kei pode ser definido como "bandas de rock que criam uma visão de mundo única e uma beleza estilística através de expressões visuais como maquiagem e figurinos."
"Nós não nos encaixávamos em lugar nenhum, então criamos nosso próprio "gênero" e isso eventualmente se tornou o visual kei. Mas, visual kei é mais como um espírito, não um estilo musical ou... você sabe. Eu acho que é a liberdade de me descrever a mim mesmo, a liberdade de me expressar a mim mesmo."— Yoshiki, fundador do X Japan
De fato, artistas visual kei compõem nos mais variados estilos musicais; sendo eles na maioria das vezes rock e relacionados como punk rock, heavy metal, rock gótico, mas também pop, eletrônica, clássica, industrial, hip-hop, EDM, etc. As músicas dos artistas dos anos 1990 são marcadas por ritmos de guitarra distorcidos e linhas de baixo com maior importância e complexidade. Já as bandas das gerações seguintes foram notadas por terem um estilo musical mais variante e por evoluírem adicionando gêneros mais recentes como nu metal, metalcore e dubstep. As bandas são comumente formadas por um vocalista, um ou dois guitarristas, um baixista e um baterista. Apesar do frequente uso de teclados e sintetizadores, são raros os casos onde um membro oficial é o principal encarregado deste instrumento.

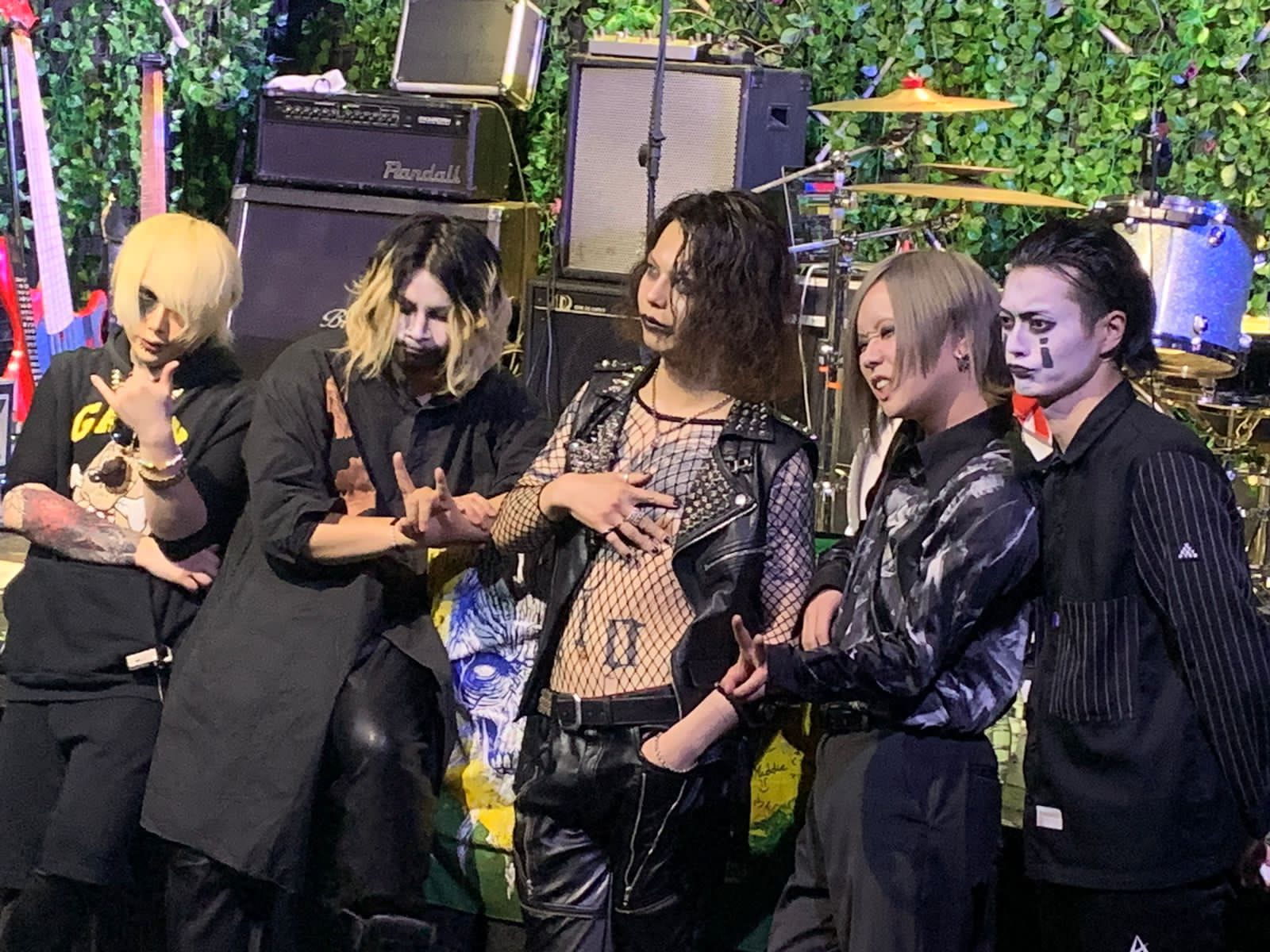
Deviloof em 2024, utilizando trajes em couro, cabelos descoloridos, perucas, pintura facial e acessórios.

Cabelos elaborados e tingidos, trajes extravagantes, feitos com couro, PVC ou renda, ou baseados em roupas tradicionais japonesas, são frequentemente vistos em músicos visual kei, além de utilizarem joias e diversos acessórios. A maquiagem de artistas visual kei, em geral, consiste em um rosto pálido, sobrancelhas finas e olhos escuros, as vezes semelhante a maquiagem gótica. Nesta cena musical composta majoritamente por homens, eles frequentemente usam visuais andróginos, semelhante aos atores de teatro kabuki. Muitas vezes há um membro em específico de uma banda que apresenta um visual mais feminino e elaborado do que os outros, como Sugizo em Luna Sea e Hiyori Isshiki em Kiryū. No entanto, Mana e Izam são creditados por terem sido os primeiros a elevarem esta androginia a um visual completamente feminino. The New York Times mencionou Izam como o maior criador, da época, das tendências do fenômeno emergente de garotos japoneses afeminados. Em suas apresentações, alguns simulam interações homoromânticas e homoeróticas também chamadas de fanservice, relacionados com a popularização das séries bishōnen e shoujo. Gackt chegou a ser chamado de "um bishōnen vivo". Mana é conhecido por unir a moda lolita ao visual kei e por fundir esta moda com o gótico, criando a subcultura Lolita Gótica. Kirito contou que o visual kei inicial não era uma tendência, mas sim tinha o objetivo de chocar as pessoas e distinguir-se dos outros. Para ele, isso era feito criando suas próprias roupas a partir de roupas femininas, sendo assim os homens utilizavam roupas femininas e maquiagem para parecerem desgradáveis aos olhos do público.
Em relação à marcas de vestuário e acessórios, marcas frequentemente utilizadas na moda de artistas visual kei e seus fãs incluem H.Naoto e Death trap-ID, além de marcas criadas pelos próprios artistas da cena, como a Moi-même-Moitié. A marca de joias GemCerey realizou colaborações com The Gazette e Sid. A moda da região de Harajuku também têm um papel significativo nas vestimentas visual kei. Todavia, ressalta-se que confeccionar suas próprias roupas e descobrir seu próprio estilo também faz parte da subcultura, como contado por músicos como Kirito.
Da mesma forma, há marcas de instrumentos relevantes na cena, como a ESP Guitars; muitos músicos fabricam seus instrumentos de corda em parceria com a marca. Os baixos de J, do Luna Sea, são um dos modelos fabricados pela empresa mais influentes, contando com mais de 50.000 cópias vendidas. Da mesma banda, Sugizo também contribuiu significativamente para a marca com suas ideias de design.

### Subgêneros
O visual kei também possui subgêneros, que começaram a ser cunhados no auge do movimento nos anos 1990 pela mídia e fãs, quando uma forma de expressão comum, tanto visual quanto musical, emergia. Entre eles há o Oshare kei, que traz uma temática alegre, otimista, pop e  fashion e foi notado como um dos mais famosos nos anos 2000, o subgênero regional Nagoya kei que apresenta uma estética mais sombria e teatral, o Kote kei, o extravagante estilo considerado "clássico" e "oldschool", entre outros. Pouco antes do início dos anos 2010 uma nova leva de subgêneros começou a surgir: como por exemplo o Kirakira kei, sucessor do Oshare kei, e o Menhera kei, que trata da subcultura de transtornos mentais conhecida como menhera.

## Controvérsias

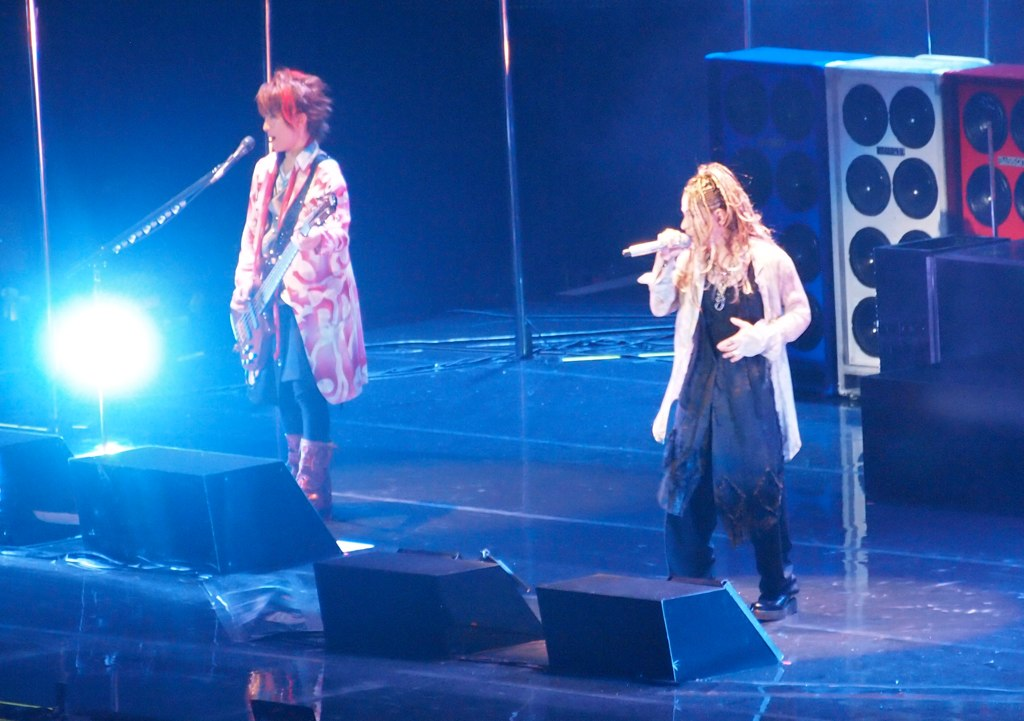
L'Arc~en~Ciel emergiu junto com o movimento visual kei, mas se desassociou deliberadamente do movimento em 1994. Desde então, sua classificação como banda visual kei é debatida.

Miyavi, Hakuei e Tetsushi Ichikawa ressaltaram que alguns enxergam o termo 'visual kei' de forma preconceituosa, opinando que o movimento se resume a "ostentação" do visual e não preza pela qualidade da música, além de estar copiando a música estrangeira. Por isso, certas bandas tentam se rebelar contra essa opinião ou preferem não serem classificadas assim. L'Arc~en~Ciel cancelou uma apresentação no programa Pop Jam por ser rotulado como visual kei. Dir en grey se distanciou da cena parando totalmente de usar maquiagem na época em que iniciaram sua promoção no ocidente. No entanto, eles voltaram atrás em meados dos anos 2010. Ryo do Girugamesh comentou em uma entrevista que o grupo gostaria de não ser categorizado apenas "neste molde e pequeno gênero" e ser reconhecido internacionalmente. Tsutomu Ishizuki do Fanatic Crisis contou que não gosta de ser chamado de visual kei e nem mesmo de um dos "quatro reis celestiais do visual kei", por ser um "termo criado por adultos" para diminuir as bandas à sua aparência. Por outro lado, muitos artistas suavizam sua aparência e se afastam do que é considerado visual kei ao alcançar o sucesso mainstream e internacional – ou na tentativa de alcançá-lo –, levantando dúvidas sobre se ainda podem ser considerados visual kei. Há também bandas que deliberadamente não são da cena, porém em algum momento foram promovidas como tal apenas por marketing, como o The Yellow Monkey.
A estética e temas utilizados pelas bandas, muitas vezes com intuito de chocar, causa controvérsias desde o início do movimento até hoje. Por exemplo, uma parte da canção "Rakuen" de Buck-Tick teve de ser removida por usar trechos do Alcorão e em 1999, o videoclipe de "Zan", do Dir en grey, tocou no programa de televisão Music Station e a emissora recebeu inúmeras reclamações da audiência abismada com o conteúdo violento do clipe. Um exemplo mais atual é dado por bandas de Menhera kei (por exemplo gulu gulu e Kane to Juusei), que abordando de forma clara tópicos como ideação suicida, automutilação, insanidade e desvio de comportamento sexual criam discussões entre os fãs ocidentais sobre em que momento essa abordagem ultrapassa o limite do aceitável.
Opiniões divergem á respeito de o visual kei ser um gênero exclusivamente japonês/asiático ou não. Críticos a expansão ocidental consideram que o movimento possui aspectos únicos da cultura do Japão, e alguns até dizem que os traços físicos dos japoneses favorecem o visual andrógino. Por outro lado, exemplos favoráveis incluem quando a revista Cure sediou o World Visual Festival em 2016 onde também participaram "bandas visuais" de fora da Ásia e a ascensão do cantor sueco Yohio, que se baseia fortemente na cultura japonesa e no visual kei.
Existem muitas críticas direcionadas às bandas de visual kei atuais por terem perdido o espírito das bandas passadas, copiando umas às outras em design e musicalidade se tornando semelhantes demais. Em 1998, Neil Strauss relatou que para as bandas de visual kei "após o X, a maquiagem e a aparência ultrajante se tornaram mais importantes que a música". Em 2018, Seiichi Hoshiko disse estar preocupado com o efeito dessa tendência no futuro do movimento. Bunny Bissoux, da revista Time Out Tokyo disse que que o movimento "hoje é basicamente um paralelo do sistema de ídolos J-pop" e "que originalmente se orgulhava de ser diferente, agora atrai aqueles que querem apenas 'parecer' visual kei. A inovação genuína (na música, pelo menos) parece estar morrendo" todavia, concluiu: "mas os fãs continuam gritando, e é isso que importa, não é mesmo?". Artistas como Kirito, Sugizo, Toshiya, Kenzi (Kamaitachi, The Dead Pop Stars, AntiFeminism) e Tommy (Color, fundador da Free-Will), também expressaram seu descontentamento quanto a isso.

## Cultura e popularidade

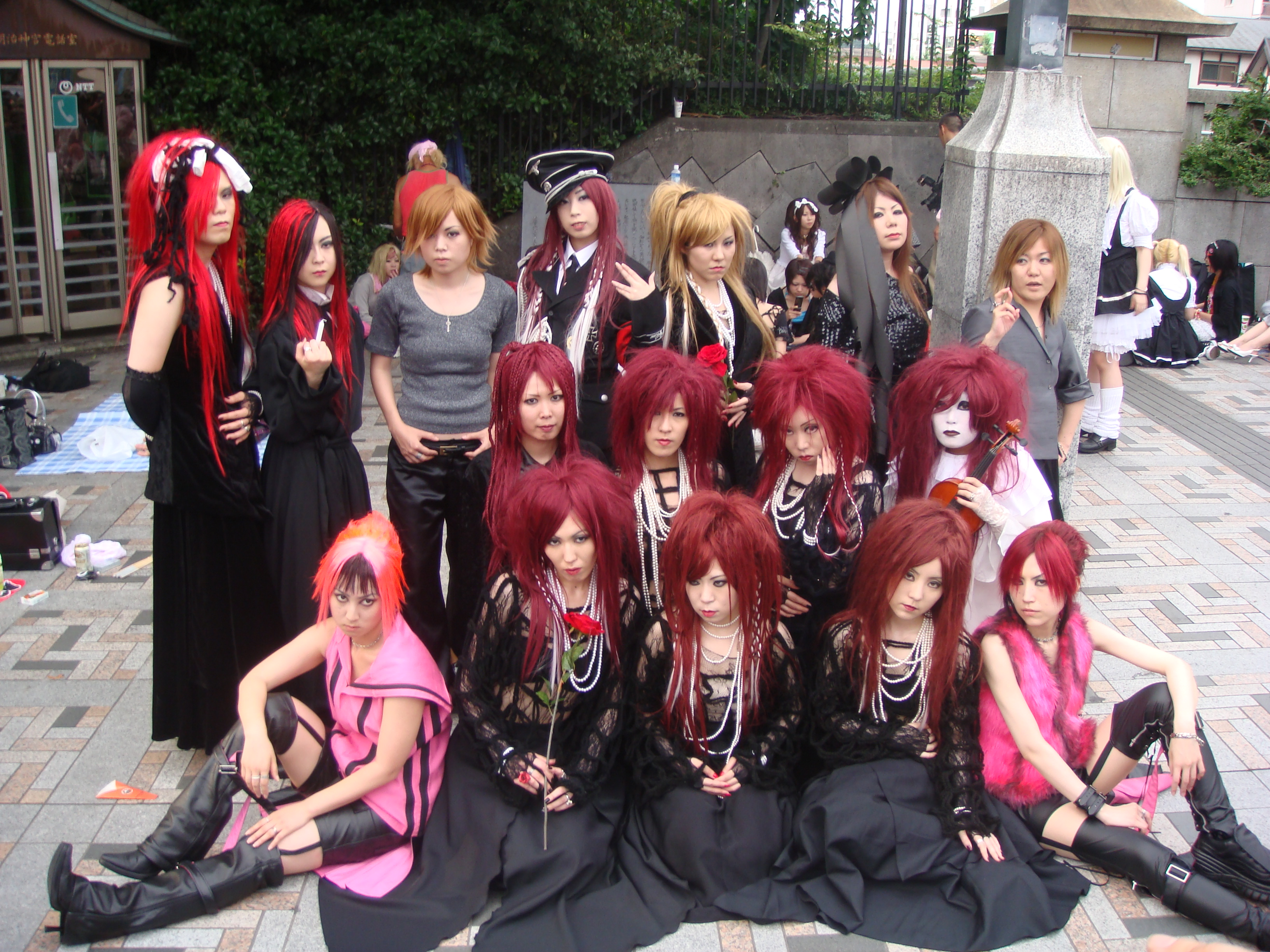
Cosplayers de Sugizo, guitarrista do Luna Sea, reunidos em Harajuku em 2008.

O visual kei iniciou sua popularidade nacional entre projetos underground com influências de fenômenos ocidentais, como glam, gótico e cyberpunk, chegando até o sucesso mainstream mais tarde. Revistas publicadas regularmente no Japão cobrindo a subcultura visual kei são, ou foram, Arena 37° C, Vicious, Cure, Fool's Mate, Shoxx, Shock Wave, Rock and Read, club Zy. (Hakuei é o editor chefe) entre outras. A revista Gothic & Lolita Bible deu cobertura à artistas visual kei que utilizam o estilo lolita, especialmente por conta de Mana ser um dos seus idealizadores.
A região de Harajuku é conhecida internacionalmente como um centro de moda e cultura jovem japonesa e a ponte Jingūbashi tornou-se um dos marcos populares da localidade. Fãs de visual kei e outras subculturas japonesas como ganguro, lolita, cosplayers (inclusive cosplayers de músicos visual kei) e turistas se reúnem na ponte desde a década de 1960. Porém, ela se tornou um pouco menos popular na segunda década do século XXI.
A comunidade de fãs de visual kei é em sua maioria feminina. Os fãs exibem um padrão de comportamento durante os shows, fazendo movimentos (chamados furi) específicos de acordo com a música como tesensu (leque de braço), gyakudai (mergulho invertido), hedoban (bate cabeça) ou saku (mãos abertas no ar). Na pandemia de COVID-19 no Japão novas tradições surgiram, como por exemplo, fãs presentes nos shows online inventaram formas digitais de furi, utilizando emojis para representar os movimentos.
A popularidade e conhecimento fora do Japão de grupos visual kei e j-rock aumentaram no início dos anos 2000, principalmente por meio da internet e animes. Especialmente bandas como L'Arc~en~Ciel, Sid e Nightmare conquistaram popularidade no exterior através de suas canções temas de animes. Porém, antes dela ser o suficiente para a abertura de lojas estrangeiras dedicadas e quando ainda não haviam serviços de streaming disponíveis, muitos fãs obtinham acesso as obras por meio de download ilegal, devido a inacessibilidade destes produtos fora do Japão. A fama nos países estrangeiros foi mostrada, por exemplo, pela fundação das gravadoras europeias Gan-Shin e CLJ Records e a abertura de portais ocidentais na internet, como JaME World e JRock News. Dos ocidentais adeptos a subcultura surgiram bandas como Cinema Bizarre, abertamente fãs do estilo, porém eles se consideram glam rock e hesitam em se encaixar no visual kei porque não são etnicamente japoneses. Dentro da Ásia, atos como Traxx, Eve, Madmans Esprit (Coreia do Sul) e Silver Ash (China) também surgiram. Apesar do sucesso de artistas como Marilyn Manson e Tokio Hotel, Megan Pfeifle disse que o visual andrógino dos músicos japoneses costuma ter um efeito repulsivo nos ocidentais, sendo um dos aspectos limitantes do sucesso do visual kei no exterior.
As maiores comunidades de fãs internacionais são encontradas nos Estados Unidos, China, Alemanha, Brasil, Polônia, Rússia, França e, em certa medida, Finlândia, Chile, México e Suécia.

### Popularidade lusófona

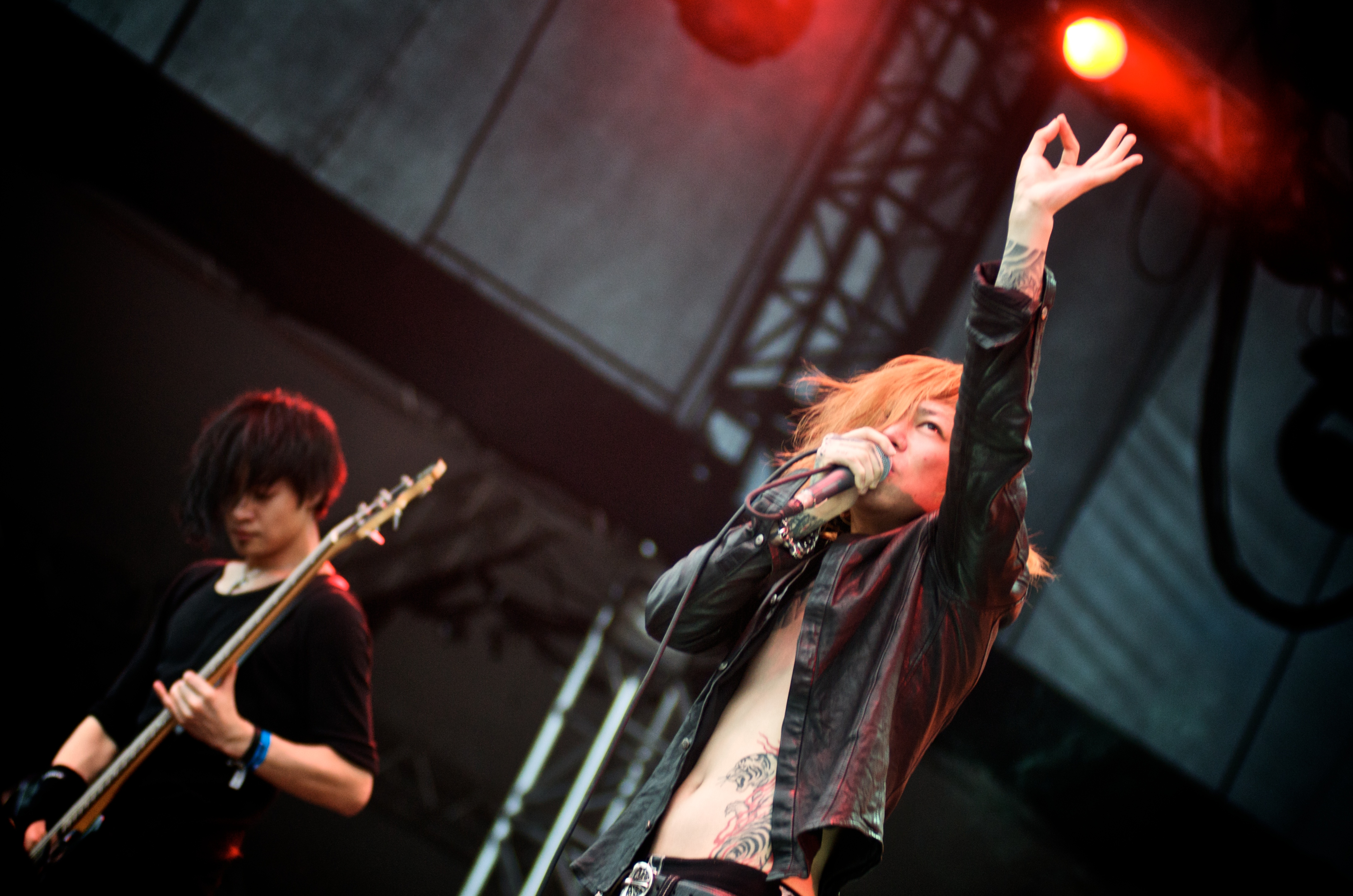
Dir en Grey (Toshiya à esquerda e Kyo à direita) no Maquinária Festival em São Paulo, 2009.

Assim como em âmbito internacional, o visual kei também se propagou nos países lusófonos no começo dos anos 2000 por meio da internet e animes. O Brasil, que abriga uma das maiores comunidades internacionais de fãs do estilo, recebeu o primeiro show de uma banda visual kei em 2007. The Gazette, Dir en grey, L'Arc~en~Ciel e Miyavi estão entre os artistas mais famosos no país. Ele permaneceu o único país lusófono a ter um show do gênero até Jiluka participar de um festival em Portugal em 2024. Em uma pesquisa realizada em cidades do Brasil, foi concluído que os fãs tiveram seu primeiro contato com o visual kei foi entre a faixa etária de 12 a 17 anos.
O primeiro show de visual kei anunciando no Brasil foi a apresentação em conjunto das bandas Charlotte e Hime Ichigo, em um evento chamado J-Rock Rio, previsto para acontecer no Rio de Janeiro no dia 5 de agosto de 2007. Porém, o festival foi cancelado por conta de problemas de organização. Algumas semanas depois, a empresa Yamato anunciou uma parceria com o portal Jame World para trazer Charlotte a São Paulo e ao Rio de Janeiro, nos dias 10 e 11 de novembro, respectivamente. Com a concretização destes shows, ela se tornou a primeira banda de visual kei a fazer um show no Brasil e em um país lusófono. Em maio de 2008, Miyavi se tornou o segundo a realizar este feito, quando se apresentou em São Paulo no dia 24 de maio no festival Bunka Matsuri. Ele também foi o primeiro a lançar um disco no Brasil oficialmente e tocou no país mais seis vezes, a última em 2023. Já o The Gazette embarcou em três turnês mundiais até o momento se apresentando no país em todas elas, nos anos de 2013, 2016 e 2019.
Outros artistas que já se apresentaram no Brasil são X Japan, ToshI, Versailles, Dir en grey, Kamijo, Deathgaze, Vamps, LM.C, Kaya, D, An Cafe, Screw, Kagrra,, Deviloof e Nazare. Já Moi dix Mois, Mucc, Plastic Tree e DIMLIM chegaram a marcar concertos que foram cancelados. Estagnados desde a pandemia de COVID-19, os shows de visual kei no Brasil conquistaram seu retorno em 2024; artistas como Madmans Esprit, Rorschach.inc e Jiluka tem apresentações marcadas.
Diversas bandas brasileiras fortemente influenciadas pelo visual kei também surgiram ao longo desta expansão pelo país. Entre elas há Sh.U.Ra, Dreizehn XIII, Allumina, Personna, Marsara, e Surge ~outofdesperation, que lançou um álbum de estúdio em um selo japonês (Colormark Music Japan). O documentário mineiro J-Fora Kei, pioneiro sobre o assunto no país, descreve o cenário e as vivências de algumas bandas brasileiras inspiradas no visual kei. Ele estreou no Festival de Cinema Primeiro Plano de 2017 e participou em 2019 do Festival de Documentários de São Petersburgo. O evento de covers de bandas clássicas e também nacionais Visual Kei Revival foi realizado no Rio de Janeiro em 16 de julho de 2022. Ele inspirou o Macabre Revival, que aconteceu em São Paulo em julho de 2024.